# Vombatovití
Vombatovití (Vombatidae) je čeleď zahrnující mohutné vačnatce se zavalitým tělem, kteří si hloubí pod povrchem rozsáhlé komplexy prostorných chodeb a doupat. Patří do příbuzenstva koaly. Vymřelý předek vombatů, Phascolonus gigas, dorůstal hmotnosti kolem 100 kg. Dnes žijící druhy vombatů mívají nejvýše 40 kg, ale i tak jsou po klokanech největšími vačnatci. Stavbou chrupu i způsobem života se podobají hlodavcům. Jejich 24 zubů nemá kořeny. Stejně jako u hlodavců jim zuby stále dorůstají a musejí být obrušovány. Nohy jsou statné a krátké, opatřené silnými drápy, nápadná je mohutná hlava a krátký ocas. V končetinách mají vombati velkou sílu, a pokud jsou zaskočeni v podzemních prostorách, velmi urputně se brání. Jsou známy případy, kdy zlomili člověku ruku nebo udusili dotírající lovecké psy.[zdroj?]
Tato čeleď má již jen tři žijící druhy vombatů, což jsou jediní vačnatci, kteří mají mnoho společného s placentálními hlodavci (Rodentia). Známější vombat obecný je druh vyskytující se převážně v australských státech Viktoria a Nový Jižní Wales. Jeho méně známý příbuzný je vzácný vombat chluponosý, který se vyskytuje poblíž Velkého australského zálivu. Posledním žijícím druhem je vombat Krefftův, který je kriticky ohrožený, žije již posledních 70–100 kusů. Vombatovití jsou typická noční býložravá zvířata. Vombat obecný žije v lesích a na travnatých loukách. Zajímavé je, že v létě, při opravdu vysokých teplotách i v nočních hodinách, upadá do letního spánku. Všechny 3 druhy vombata dorůstají délky až jednoho metru a váží od 20 do 35 kg.
Zajímavostí je trus vombatovitých, který má hranatý tvar.

## Rody
- Lasiorhinus
  - vombat severní (Lasiorhinus krefftii)
  - vombat chluponosý (Lasiorhinus latifrons)
- Vombatus
  - vombat obecný (Vombatus ursinus)

Do čeledi vombatovitých se také řadí vymřelé rody Rhizophascolomus, Phascolonus, Warendja a Ramasayia.